# Ариарат VI (Кападокия)
Ариарат VI Епифан Филопатор (на старогръцки: Ἀριαράθης Ἐπιφανής Φιλοπάτωρ; на латински: Ariarathes VI Epiphanes Philopator) е цар на Кападокия между 130 и 116 г. пр.н.е. (или 126 – 111 г. пр.н.е.) от династията Ариаратиди/Отаниди.
Той е най-малкият син на цар Ариарат V Евсеб Филопатор и съпругата му царица Низа (Ниса) Кападокийска, дъщеря на цар Фарнак I от Понт и гръко-македонката и персийката Низа, дъщеря на престолонаследника принц Антиох († 193 пр.н.е.), (син на Антиох III Велики), и сестра му съпруга Лаодика IV. Неговият чичо по майчина линия е Митридат V Евпатор. Майка му Низа е известна и като Лаодика Кападокийска.
Майка му убива неговите по-големи пет братя понеже искала да получи властта над царството. Той е последният останал жив син на Ариарат V и става негов наследник на трона с името Ариарат VI. Той е още млад и управлява първо с майка си като регент през 130 – 126 г. пр.н.е.
Ариарат VI се жени за Лаодика, най-възрастната дъщеря на цар Митридат V от Понт и Лаодика VI и сестра близначка на Митридат VI Евпатор (упр. 120 – 63 г. пр.н.е).
Ариарат VI и Лаодика имат три деца – Ниса, която се омъжва за Никомед III Евергет от Витиния, също Ариарат VII Филометор и Ариарат VIII Епифан, които го последват на трона след смъртта на баба им.
След неговото убийство през 111 пр.н.е. по нареждане на Митридат VI (синът на Митридат V от каподокийския благородник Гордий), съпругата му Лаодика е регентка на сина им Ариарат VII.